# Marie-Claude Vayssade
Marie-Claude Vayssade (ur. 8 sierpnia 1936 w Pierrepont, zm. 11 listopada 2020 w Vandœuvre-lès-Nancy) – francuska polityk, prawniczka i samorządowiec, posłanka do Parlamentu Europejskiego I, II i III kadencji.

## Życiorys
Ukończyła studia prawnicze, w ramach studiów magisterskich specjalizowała się w prawie publicznym, prawie rzymskim, politologii i historii prawa. Od 1959 do 1967 wykładała prawo publiczne na uniwersytecie w Nancy, a od 1968 do 1979 kierowała na tej uczelni centrum edukacji przy instytucie pracy. W latach 1958–1959 kierowała krajową federacją studentów katolickich, a w latach 1966–1967 pozostawała sekretarzem generalnym uniwersyteckiego festiwalu teatralnego. Była również współautorką książek.
Od 1967 do 1974 należała do Zjednoczonej Partii Socjalistycznej. Następnie związała się z Partią Socjalistyczną, została w niej członkiem krajowej egzekutywy i członkiem biura w departamencie Meurthe i Mozela. Zasiadała w radzie regionu Lotaryngia i radzie gminy Vandoeuvre-lès-Nancy. W 1979, 1984 i 1989 zdobywała mandat posłanki do Parlamentu Europejskiego. Przystępowała do grupy socjalistycznej, od 1991 do 1994 należała do jej prezydium. Była m.in. przewodniczącą (1984–1987) i wiceprzewodniczącą (1987–1994) Komisji ds. Kwestii Prawnych i Praw Obywatelskich, a także wiceprzewodniczącą Komisji ds. Regulaminu i Petycji (1979–1982, 1983–1984) oraz Komisji ds. dochodzenia w sprawie sytuacji kobiet w Europie (1982–1984). Była też m.in. przewodniczącą sekcji kobiet w ramach Ruchu Europejskiego. W 1994 zgłosiła swoją kandydaturę na stanowisko europejskiego rzecznika praw obywatelskich.

## Odznaczenia
Oficer (2002) i komandor (2012) Orderu Narodowego Zasługi.